# Danny Weis
Pour les articles homonymes, voir Weiss.
Cet article possède un paronyme, voir Daniel Weiss.
Danny Weis (né le 28 septembre 1948 à Huntington Park) est un guitariste américain.
Membre fondateur d'Iron Butterfly, il apparaît sur le premier album du groupe, Heavy, sorti en 1968. Il quitte Iron Butterfly peu après la parution de l'album, à la suite de dissensions internes qui provoquent également le départ du chanteur Darryl DeLoach et du bassiste Jerry Penrod.
Danny Weis rejoint par la suite Rhinoceros, le « supergroupe » formé par la maison de disques Elektra Records. Cet éphémère groupe s'effondre après trois albums. Dans les années 1970, Weis travaille comme musicien de studio pour Lou Reed (Sally Can't Dance), entre autres.